# Morganella pseudospinigera
Morganella pseudospinigera är en insektsart som beskrevs av Alfred Serge Balachowsky 1956. Morganella pseudospinigera ingår i släktet Morganella och familjen pansarsköldlöss. Inga underarter finns listade i Catalogue of Life.